# WCW Monday Nitro
WCW Monday Nitro var et ugentligt amerikansk tv-program produceret af World Championship Wrestling. Tv-programmet blev vist hver mandag aften på kanalen TNT, samtidig med World Wrestling Federations Monday Night RAW, fra 4. september 1995 til 26. marts 2001. Produktionen af Nitro stoppede, efter at WCW blev solgt til WWF i 2001. Nitro blev skabt af Ted Turner og Eric Bischoff.
Fra midten af 1996 opnåede Nitro bedre seertal end RAW i 84 uger i træk på grund af en meget populær storyline med New World Order (nWo), hvor nWo ført an af bl.a. Hollywood Hogan, Kevin Nash og Scott Hall kæmpede mod WCW-wrestlere, som fx Sting, Lex Luger og Diamond Dallas Page. Denne storyline anses stadig som én af de største kappestride i wrestling nogensinde. Nitros sejre i seertal varede indtil 13. april 1998, hvor WWF begyndte deres "Attitude Era", som bestod af rivaliseren mellem WWF's ejer Vince McMahon og organisationens nye superstjerne Steve Austin.

## Den første episode
Den første episode blev vist live fra Mall of America i Bloomington, Minnesota. I starten varede Nitro kun én time, men senere gik tv-programmet op til to og derefter tre timer. Der var tre kampe i den første episode: Brian Pillman mod Jushin Liger, Sting mod Ric Flair om WCW United States Heavyweight Championship, og en VM-titelkamp mellem Hulk Hogan og Big Bubba Rogers. Under live-udsendelse vendte Lex Luger tilbage til World Championship Wrestling. Aftenen inden havde Luger wrestlet hos konkurrenten World Wrestling Federation, men han var uden kontrakt. Det var et kæmpe chok for fans og WWF at se ham på Nitro.

## Monday Night Wars
WCW Monday Nitro bragte en intens rivaliseren mellem WCW's tv-program mandag aften og WWF's Monday Night Raw. Denne kamp om tv-seere er kendt blandt wrestlingfans som Monday Night Wars (krigene mandag aften). Allerede tidligt i Monday Night Wars mellem WCW's præsident Eric Bischoff og WWF's ejer Vince McMahon var Nitro i gang med at indhente RAW med hensyn til popularitet. Allerede i Nitros første år begyndte tv-programmet at opnå flere seere, og Nitro opnåede fra efteråret 1996 til 13. april 1998 et langt stræk på 84 uger i træk, hvor showet fik flere seere end WWF's RAW. Da tv-krigene var på dets højeste udvekslede wrestlere fra begge shows verbale fornærmelser og udfordringer mod hinanden. Eric Bischoff gik endda så langt til at udfordre Vince McMahon til en kamp ved WCW's pay-per-view-show Slamboree i maj 1998, men McMahon valgte naturligvis ikke at dukke op. Bischoff beordrede dommeren til at udnævne ham selv som vinder alligevel.

### Succes fra starten
Til at starte med blev Nitro populært pga. det omfattende antal af wrestlere, som WCW havde under kontrakt. WCW havde kontrakt med superstjerner som Hulk Hogan, Randy Savage og Sting, og de begyndte at optræde på showet ugentligt. Derudover havde WCW også en række letsværvægtere, som var elsket af publikummet for deres højtflyvende-form for wrestling. WCW brugte ofte denne type kampe som opvarmning til deres shows main event. Efter dannelsen af gruppen New World Order i juli 1996 begyndte Nitro en enestående række af sejre mht. seertal over konkurrenten RAW. Med den oprørske gruppe New World Order, der bl.a. bestod af de tidligere WWF-wrestlere Scott Hall, Kevin Nash og Hulk Hogan (som nu kaldte sig for Hollywood Hogan), virkede det som om, at WCW havde fundet en storyline, der ville sikre organisationens fremtid. Fans verden over så showet uge efter uge for at se, hvad nWo nu fandt på. Fordi Nitro blev optaget live, og RAW mange gange blevet optaget nogle dage eller uger forinden, blev Nitro anset for mindre forudsigeligt og derved også mere underholdende end WWF's RAW.

### Bischoffs rolle på tv-skærmen
Eric Bischoff gjorde sig selv til kommentator på Nitro fra starten sammen med Steve McMichael og Bobby Heenan. Da Bischoff sluttede sig til nWo i efteråret 1996, blev hans kommentator-job overtaget af Tony Schiavone, der sammen med Larry Zbyzsko, Mike Tenay og Bobby Heenan, kommenterede langt de fleste episoder af Nitro. Bischoff forblev dog Nitros stemme udadtil i forbindelse med sit lederskab i nWo, og det faktum, at han i virkeligheden var vicepræsident (og senere præsident) i WCW. Det var et slag i hovedet til WWF's ejer Vince McMahon, der på dette tidspunkt i mange år havde fungeret som kommentator på mange af WWF's tv-programmer, uden at det var almindeligt kendt, at han rent faktisk ejede organisationen. Bischoff valgte hurtigt at begynde at starte Nitro-udsendelserne et par minutter inden RAW, så han kunne give resultaterne af kampene på RAW, så fans ikke havde nogen grund til at se McMahons program for konkurrencens skyld. I januar 1998 begyndte Nitro at sende tre timer live hver mandag, hvilket var fuldstændig uhørt for et ugentligt wrestling-program.

### RAW kommer igen
I WWF havde man endelig forstået, at man var nødt til at gøre noget drastisk, hvis organisationen ikke skulle gå konkurs, og Vince McMahon iscenesatte WWF's Attitude Era, som bl.a. involverede ham selv og WWF's nye rebelske superstjerne Steve Austin. På Nitro var man dog efterhånden løbet en smule tør for nye idéer og begyndte at genbruge gamle nWo-storylines, som organisationen havde levet højt på i mere end to år. Etablerede stjerner som Hollywood Hogan og Kevin Nash var som regel en del af Nitros ugentlige main events, og man lod ikke yngre, opkommende og fremtidige stjerner, som fx Chris Jericho, Rey Mysterio, Jr. og Eddie Guerrero, få chancen til at komme frem i rækkerne. WCW's storylines inkluderede sjældent nederlag til nWo, og nWo gik fra at være en elitegruppe til at inkluderede langt de fleste wrestlere i WCW. De eneste nye stjerner som WCW producerede i disse år var Goldberg og Diamond Dallas Page. Goldbergs VM-titelkamp mod den regerende verdensmester Hollywood Hogan blev vist live på Nitro d. 6. juli 1998 fra Georgia Dome i Atlanta, USA, hvor næsten 40.000 tilskuere var til stede i arenaen. Nitro, der havde tabt på seertal i nogle måneder på dette tidspunkt, fik flere tv-seere end RAW denne aften, men mange mener, at WCW kunne have tjent millioner, hvis de havde gemt kampen til ét af organisationens månedlige pay-per-view-shows.

### D-Generation X angriber Nitro
På RAW var fans blevet opslugt af konflikten mellem Vince McMahon og Steve Austin. Nye stjerner, som fx Triple H og hans gruppe D-Generation X, Mankind og The Rock, blev brugt mere og mere i RAW's main events. Der var nu så meget ophidselse mellem de to tv-programmer, at D-Generation X blev sendt til Atlanta for at optage et segment i nærheden af Turners hovedkvarter, hvor de skulle gå i krig med Nitro. Segmentet blev optaget en aften, hvor både RAW og Nitro blev optaget live i nærheden af hinanden. D-Generation X blev sendt til Nitro, og uden for arenaen kom de i kontakt med WCW-fans, hvor de bl.a. afslørede, at mange fans havde fået billetter gratis, fordi WCW ikke var i stand til at sælge billetter til deres shows.